# Mandela Keita
Lamine Mandela Keita (* 10. Mai 2002 in Löwen) ist ein belgisch-guineischer Fußballspieler.

## Karriere

### Verein
Bereits in der Jugend spielte Keita ab 2009 für Oud-Heverlee Löwen, wobei er in der Saison 2014/15 für KRC Genk spielte. Danach kehrte er zu Löwen zurück und ging dort zur Saison 2021/22 fest in den Kader der ersten Mannschaft über. Sein Ligadebüt hatte er am 21. März 2021 bei einem 2:2 gegen den KV Mechelen. Dies blieb sein einziges Spiel in dieser Saison. In der darauffolgenden Saison wurde er Stammspieler, bestritt 25 von 34 möglichen Ligaspielen sowie zwei Pokalspiele.
Zu Saisonbeginn 2022/23 fiel er durch einen Fußbruch aus und kam anschließend nicht mehr über den Status eines Einwechselspielers, der bei 8 von 23 möglichen Ligaspielen und zwei Pokalspielen eingesetzt wurde, hinaus. Ende Januar 2023 wurde er an den Ligakonkurrenten Royal Antwerpen bis zum Ende der Saison mit anschließender Kaufoption verliehen. Er wurde in allen möglichen 17 Ligaspielen (ein Tor) sowie zwei Pokalspielen eingesetzt. Mit Antwerpen gewann er die belgische Meisterschaft und den belgischen Pokal. Er kehrte dann zunächst nach Löwen zurück und bestritt eins von zwei möglichen Ligaspielen. Mitte August 2023 wurde er erneut bis zum Saisonende an Antwerpen verliehen. Antwerpen hatte zudem ein Vorkaufsrecht bei Erfüllung bestimmter, nicht konkret veröffentlichter Bedingungen. Keita bestritt 28 von 38 möglichen Ligaspielen und je fünf Spiele im Pokal und Europapokal.
Zur Saison 2024/25 übte Antwerpen die Kaufoption aus. Keita wurde in den ersten fünf Ligaspielen eingesetzt. Ende August 2024 wechselte er zu Parma Calcio nach Italien.

### Nationalmannschaft
Mit der belgischen U21 nahm Keita an der Europameisterschaft 2023 teil.
Sein Debüt im Trikot der A-Nationalmannschaft hatte er am 13. Oktober 2023 bei einem 3:2-Sieg über Österreich in der Qualifikation für die Europameisterschaft 2024, als er zur 88. Minute für Jérémy Doku eingewechselt wurde.

## Erfolge
- Belgischer Meister: 2022/23
- Belgischer Pokalsieger: 2022/23